# Takyr
Takyr nebo také bajir je rozlehlá solná pláň, bezodtoká pánev, plochá hlinitá oblast ve Střední Asii, kde v létě vysychají vodní plochy a dochází k postupnému zasolování půdy – na vyschlých místech je možné pozorovat slané výkvěty a barchany nahromaděné soli. Na jaře, kdy taje v horách sníh, dochází naopak k zaplavení těchto oblastí.
Obdobou takyru na Sahaře je šot.